# Championnat de France féminin de handball de deuxième division 2023-2024
Navigation
Division 2 2022-2023 Division 2 2024-2025
Le Championnat de France féminin de handball de deuxième division 2023-2024 est la cinquante-troisième édition de cette compétition. Ce championnat est le deuxième plus haut niveau du championnat de France de ce sport derrière la Ligue Butagaz Energie (LBE). C'est la deuxième édition organisée par la Ligue féminine de handball (LFH), qui gérait déjà la LBE.

## Formule de la compétition
La compétition est ouverte aux 14 clubs ayant acquis leur participation par leur classement au terme de la saison précédente. Ces clubs sont réunis en une poule de 14. Les clubs se rencontrent en matches aller et retour (26 matchs).
Le club sous statut VAP classé à l’une des 4 premières places du championnat de D2F et le mieux classé accède à la LBE. Les clubs classés aux 14e, 13e et 12e places sont relégués en Nationale 1 pour la saison suivante.
En vigueur depuis la saison 2012-2013, ce dispositif VAP vise à baliser et sécuriser le chemin vers la LBE pour consolider la professionnalisation du handball féminin français. Il concerne les clubs de D2F désireux de se structurer et ambitionnant, à plus ou moins court terme, d’accéder en LBE et qui s’engagent en conséquence à répondre volontairement à un cahier des charges intermédiaire, palier avant une intégration en LBE. Ce statut de club VAP est accordé par la CNCG après examen de la situation du club de D2F au regard des différents critères du cahier des charges VAP (de même nature que ceux du cahier des charges LBE). Tous les clubs qualifiés en D2F peuvent solliciter le statut VAP, qu’ils accèdent de N1, descendent de LBE ou se soient maintenus en D2. Le statut est accordé par saison sportive et il n’y a aucune attribution automatique d’une saison sur l’autre, ni à un club relégué de LBE.

## Clubs participants
Le Handball Octeville-sur-Mer, vainqueur du barrage d'accession de Nationale 1 la saison précédente, est recalé pour raison administrative. Le Reims Champagne HB, battu en barrage, décline la promotion en avançant des raisons financières. Le Pouzin Handball 07 avait également vu sa montée refusée mais a saisi le CNOSF qui lui a donné raison. L'ASUL Vaulx-en-Velin, douzième de la saison 2022-2023, est donc repêché.
Le 1er juillet 2023, la commission d’appel de la DNCG annonce la rétrogradation du Handball Club Celles-sur-Belle dont fait appel le club cellois. Le 23 août 2023, le Handball Club Celles-sur-Belle se voit confirmer sa relégation en Division 2. Le Mérignac Handball est finalement repéché en Ligue Butagaz Energie alors que celle-ci avait déjà commencé.
Le 1er août 2024, les éléments financiers du bilan présentés par les dirigeants du Noisy-le-Grand handball n'ont pas convaincus la commission de contrôle de la FFHB pour lui permettre de rester dans le secteur professionnel conditionné par le cahier des charges de la Ligue féminine de handball (LFH). Il est remplacé par le club de ASUL Vaulx en Velin, finalement repêché par la LFH.
| \| Le Havre Saint-Grégoire Aulnoye-Aymeries Noisy Bouillargues Clermont-Ferrand Celles-sur-B. Bègles Pessac Lomme Le Pouzin Toulouse Vaulx-en-Velin \| Localisation des clubs engagés dans le championnat. |
| Le Havre Saint-Grégoire Aulnoye-Aymeries Noisy Bouillargues Clermont-Ferrand Celles-sur-B. Bègles Pessac Lomme Le Pouzin Toulouse Vaulx-en-Velin                                                           |

Légende des couleurs
- Rétrogradé administrativement de D1F
- Promu de Nationale 1

| Club                                     | Localisation                                            | Classement de 2022-2023 | VAP |
| ---------------------------------------- | ------------------------------------------------------- | ----------------------- | --- |
| Handball Club Celles-sur-Belle           | Nouvelle-Aquitaine, Deux-Sèvres, Celles-sur-Belle       | 10e de D1F              | Oui |
| Noisy-le-Grand handball                  | Île-de-France, Seine-Saint-Denis, Noisy-le-Grand        | 3e                      | Oui |
| Sambre Avesnois Handball                 | Hauts-de-France, Nord, Aulnoye-Aymeries                 | 4e                      | Oui |
| Handball Clermont Auvergne Métropole 63  | Auvergne-Rhône-Alpes, Puy-de-Dôme, Clermont-Ferrand     | 5e                      |     |
| Bouillargues Handball Nîmes Métropole    | Occitanie, Gard, Bouillargues                           | 6e                      |     |
| Le Havre AC Handball                     | Normandie, Seine-Maritime, Le Havre                     | 7e                      | Oui |
| Toulouse Féminin Handball                | Occitanie, Haute-Garonne, Toulouse                      | 8e                      |     |
| Club athlétique béglais handball         | Nouvelle-Aquitaine, Gironde, Bègles                     | 9e                      |     |
| Lomme Lille MH                           | Hauts-de-France, Nord, Lomme                            | 10e                     |     |
| Saint-Grégoire Rennes Métropole Handball | Bretagne, Ille-et-Vilaine, Saint-Grégoire               | 11e                     |     |
| ASUL Vaulx-en-Velin                      | Auvergne-Rhône-Alpes, Métropole de Lyon, Vaulx-en-Velin | 12e (repêché)           |     |
| Stade pessacais UC                       | Nouvelle-Aquitaine, Gironde, Pessac                     | 1er de N1 (poule 1)     |     |
| Le Pouzin HB 07                          | Auvergne-Rhône-Alpes, Ardèche, Le Pouzin                | 1er de N1 (poule 4)     |     |

### Personnel
| Club                           | Entraîneur         | Capitaine                        |
| ------------------------------ | ------------------ | -------------------------------- |
| Sambre Avesnois Handball       | Clément Petit      | Adeline Bournez                  |
| CA Bègles                      | Julien Vasseur     | Lalie Séailles                   |
| Bouillargues HB NM             | Delphine Cendré    | Chloé Roelandt / Axelle Bertrand |
| Handball Club Celles-sur-Belle | ??                 | ??                               |
| HB Clermont AM 63              | Florence Sauval    | Jéssica Ferreira                 |
| Le Havre AC                    | Stéphane Pellan    | Marina Pantić                    |
| Le Pouzin HB 07                | 🇨🇵 Sylvain Kieffer | ??                               |
| Lomme Lille MH                 | Aurore Sanz        | Célia Benlabed                   |
| Noisy-le-Grand HB              | Farid Gherram      | Isaure Mosabau                   |
| HB Octeville-sur-Mer           | ??                 | ??                               |
| Stade pessacais UC             | Marc HOAREAU       | Tania RIFFAUD                    |
| Saint-Grégoire RMHB            | Olivier Mantes     | Charlotte Satgé                  |
| Stella Saint-Maur              | Rémi Samson        | Djénéba Tandjan                  |
| Toulouse Féminin HB            | Ludovic Seutchie   | Julie Legatindji                 |
| ASUL Vaulx-en-Velin            | Sébastien Modenel  | Lola Berrais                     |

## Résultats

### Classement
mise à jour: 27 mai 2024
|    | Équipe                     | Pts   | J  | G  | N | P  | Bp  | Bc  | Diff |
| -- | -------------------------- | ----- | -- | -- | - | -- | --- | --- | ---- |
| 1  | Sambre Avesnois Handball V | 64 -5 | 24 | 22 | 1 | 1  | 701 | 566 | 135  |
| 2  | Stade pessacais UC P       | 60    | 24 | 17 | 2 | 5  | 751 | 649 | 102  |
| 3  | HBC Celles-sur-Belle R V   | 57    | 24 | 16 | 1 | 7  | 658 | 583 | 75   |
| 4  | HB Clermont AM 63          | 54    | 24 | 13 | 4 | 7  | 642 | 598 | 44   |
| 5  | CA Bègles                  | 53    | 24 | 13 | 3 | 8  | 691 | 681 | 10   |
| 6  | Noisy-le-Grand HB V        | 49 -4 | 24 | 15 | 1 | 9  | 647 | 618 | 29   |
| 7  | Saint-Grégoire RMHB        | 43    | 24 | 9  | 1 | 14 | 563 | 617 | -54  |
| 8  | Le Havre AC V              | 42    | 24 | 8  | 2 | 14 | 666 | 691 | -25  |
| 9  | Bouillargues HB NM         | 41 -2 | 24 | 8  | 3 | 13 | 672 | 707 | -35  |
| 10 | Lomme Lille MH             | 40    | 24 | 7  | 2 | 15 | 645 | 681 | -36  |
| 11 | Le Pouzin HB 07 P          | 39    | 24 | 5  | 5 | 14 | 545 | 609 | -64  |
| 12 | ASUL Vaulx-en-Velin        | 38    | 24 | 6  | 2 | 16 | 590 | 696 | -106 |
| 13 | Toulouse Féminin HB        | 35    | 24 | 4  | 3 | 17 | 623 | 698 | -75  |

Légende
- Champion de D2 (1er du classement)
000et promu en D1F (1er club VAP parmi le top 4)
- Relégué en Nationale 1
- Rétrogradé administrativement en Nationale 1
- Repêché en Division 2
- V : Club VAP.
- R : Relégué de D1F.
- P : Promu de Nationale 1.

Note :
- Le Sambre Avesnois Handball a été sanctionné de 2 points en février par la Commission nationale du contrôle et de gestion pour ne pas avoir su reconstituer suffisamment vite ses fonds propres[10]. Le club s'est ensuite vu retirer 3 points pour avoir fait jouer une joueuse (Sinthyche Matanu-Tenda) non autorisé lors de la victoire contre Le Pouzin HB 07 (32-24) le 29 mars lors de la 20e journée[11].
- Le Noisy-le-Grand HB a été sanctionné de 4 points par la Commission nationale du contrôle et de gestion[12].
- Le Bouillargues HB NM s'est vu retirer 2 points au classement, la faute à un déficit de 65 000 €[13].

### Résultats détaillés
Mise à jour le 27 mai 2024
| Résultats (dom.\ext.)                                      | S.Av. | Bèg.  | Bou.  | Cel.  | Cle.  | Le H. | Le P. | Lom.  | Noi.  | Pes.  | Ren.  | Tou.  | Vau.  |
| Sambre Avesnois Handball V                                 |       | 30-21 | 39-29 | 28-25 | 28-25 | 26-19 | 0-20  | 36-21 | 20-14 | 29-24 | 31-23 | 35-27 | 36-21 |
| CA Bègles                                                  | 27-34 |       | 30-30 | 19-29 | 22-22 | 32-31 | 25-22 | 25-31 | 30-36 | 27-31 | 37-28 | 35-33 | 35-21 |
| Bouillargues HB NM                                         | 27-29 | 25-33 |       | 19-29 | 23-22 | 25-27 | 22-24 | 30-29 | 27-29 | 34-35 | 28-29 | 32-30 | 32-25 |
| Handball Club Celles-sur-Belle R V                         | 31-32 | 26-27 | 26-30 |       | 25-22 | 26-25 | 30-20 | 26-23 | 25-23 | 29-25 | 26-20 | 30-25 | 32-18 |
| HB Clermont AM 63                                          | 30-20 | 30-24 | 34-26 | 26-28 |       | 21-30 | 27-27 | 26-26 | 24-24 | 34-33 | 31-25 | 33-25 | 29-28 |
| Le Havre AC V                                              | 28-37 | 26-35 | 37-41 | 24-24 | 27-26 |       | 35-20 | 30-29 | 27-40 | 32-36 | 31-24 | 26-26 | 29-23 |
| Le Pouzin HB 07 P                                          | 14-33 | 29-29 | 20-20 | 16-30 | 16-19 | 28-27 |       | 30-28 | 23-24 | 26-28 | 21-21 | 26-21 | 27-33 |
| Lomme Lille MH                                             | 26-30 | 27-29 | 29-25 | 34-29 | 18-33 | 27-29 | 29-28 |       | 24-25 | 26-20 | 20-25 | 27-28 | 29-26 |
| Noisy-le-Grand HB V                                        | 18-25 | 30-33 | 35-29 | 25-23 | 30-31 | 36-29 | 22-20 | 27-26 |       | 26-31 | 27-23 | 24-23 | 31-17 |
| Stade pessacais UC P                                       | 25-25 | 29-31 | 31-31 | 35-26 | 33-27 | 32-23 | 30-21 | 40-33 | 34-25 |       | 30-23 | 35-26 | 35-23 |
| Saint-Grégoire RMHB                                        | 20-31 | 25-31 | 25-22 | 19-30 | 16-19 | 23-22 | 27-19 | 25-23 | 25-20 | 22-26 |       | 21-17 | 29-21 |
| Toulouse Féminin Handball                                  | 25-34 | 24-25 | 29-31 | 24-27 | 26-28 | 27-26 | 28-27 | 33-33 | 21-29 | 27-38 | 29-23 |       | 26-26 |
| ASUL Vaulx-en-Velin                                        | 26-33 | 32-29 | 31-34 | 24-26 | 18-22 | 27-26 | 21-21 | 26-27 | 28-27 | 23-36 | 25-22 | 27-23 |       |
| - Victoire à domicile - Match nul - Victoire à l'extérieur |       |       |       |       |       |       |       |       |       |       |       |       |       |

## Statistiques et récompenses

### Classement des buteuses
Mise à jour le 27 mai
| Rang | Joueuse           | Club                     | Buts | Tirs | %       | MJ | Moy. |
| ---- | ----------------- | ------------------------ | ---- | ---- | ------- | -- | ---- |
| 1    | Sabrina Abdellahi | Sambre Avesnois Handball | 170  | 212  | 80,18 % | 24 | 7,08 |
| 2    | Valentine Pin     | Toulouse Féminin HB      | 150  | 255  | 58,82 % | 24 | 6,25 |
| 3    | Enola Borg        | Stade pessacais UC       | 136  | 200  | 68,00 % | 23 | 5,91 |
| 4    | Fadwa Aouij       | ASUL Vaulx-en-Velin      | 136  | 206  | 66,01 % | 19 | 7,15 |
| 5    | Nelly Plazanet    | Lomme Lille MH           | 117  | 176  | 66,47 % | 22 | 5,31 |
| 6    | Léa Ballureau     | Sambre Avesnois Handball | 107  | 150  | 71,33 % | 24 | 4,45 |
| 7    | Leslie Ayong      | Le Havre AC              | 106  | 190  | 55,78 % | 24 | 4,41 |
| 8    | Léa Lacroix       | Bouillargues HB NM       | 105  | 174  | 60,34 % | 22 | 4,77 |
| 9    | Lysa Zemour       | Lomme Lille MH           | 101  | 148  | 51,75 % | 24 | 4,29 |
| 10   | Aliénor Surmely   | Lomme Lille MH           | 101  | 162  | 68,24 % | 24 | 4,21 |

### Classement des gardiennes
Mise à jour le 27 mai
| Rang | Joueuse                 | Club                           | Arrêts | Tirs | %       | MJ | Moy. |
| ---- | ----------------------- | ------------------------------ | ------ | ---- | ------- | -- | ---- |
| 1    | Cécilia Errin           | Noisy-le-Grand HB              | 196    | 654  | 29,96 % | 22 | 8,90 |
| 2    | Lorine Boudekhane       | Le Havre AC                    | 191    | 677  | 28,21 % | 24 | 7,95 |
| 3    | Alix Tignon             | Stade pessacais UC             | 168    | 539  | 31,16 % | 23 | 7,30 |
| 4    | Charlène Servant        | ASUL Vaulx-en-Velin            | 160    | 539  | 29,68 % | 19 | 8,42 |
| 5    | Jessica Vargas Ferreira | HB Clermont AM 63              | 154    | 510  | 30,19 % | 21 | 7,33 |
| 6    | Camille Plante          | Handball Club Celles-sur-Belle | 147    | 402  | 36,56 % | 23 | 6,39 |
| 7    | Marie Heranval          | Toulouse Féminin HB            | 145    | 565  | 25,66 % | 24 | 6,04 |
| 8    | Marijana Ilic           | Sambre Avesnois Handball       | 137    | 471  | 29,08 % | 24 | 5,70 |
| 9    | Justine Hicquebrant     | Handball Club Celles-sur-Belle | 129    | 435  | 29,65 % | 22 | 5,86 |
| 10   | Diorobo Sacko           | CA Bègles                      | 124    | 583  | 21,26 % | 24 | 5,16 |

### Statistiques et faits marquants
Mise à jour le 27 mai
- Meilleure attaque : 751 buts marqués (31,29 buts/match) pour le Stade pessacais UC
- Meilleure défense : 566 buts encaissés (23,58 buts/match) pour le Sambre Avesnois Handball
- Plus grand nombre de buts pendant une journée : 363 buts lors de la 25e journée
- Plus petit nombre de buts dans une rencontre : 34 buts lors du match de la 16e journée entre le Sambre Avesnois Handball et le Noisy-le-Grand HB (20-14)
- Plus grand nombre de buts dans une rencontre : 78 buts lors du match de la 19e journée entre Le Havre AC et le Bouillargues HB NM (37-41)
- Plus large victoire à domicile : 15 buts d'écart lors du match de la :
  - 2e journée entre CA Bègles et Le Pouzin HB 07 (35-20)
  - 6e journée entre  le Sambre Avesnois Handball et l'ASUL Vaulx-en-Velin (36-21)
  - 25e journée entre  le Sambre Avesnois Handball et le Lomme Lille MH (36-21)
- Plus large victoire à l'extérieur : 19 buts d'écart lors du match de la 7e journée entre Le Pouzin HB 07 et le Sambre Avesnois Handball (14-33)
- Plus grand nombre de buts dans une rencontre pour une joueuse : 14 buts pour   Sabrina Abdellahi (Sambre Avesnois Handball) lors de Sambre Avesnois Handball-Bouillargues HB NM (39-29) le 10 novembre 2023 (8e journée)
- Plus grande série de victoires : 13 matches pour le Sambre Avesnois Handball du 1er septembre 2023 (1re journée) au 17 février 2024 (15e journée).
- Plus grande série de défaites : 9 matches pour le Lomme Lille MH du 2 septembre 2023 (1re journée) au 12 janvier 2024 (11e journée).
- Plus grande série de matchs sans défaite : 13 matches pour le Sambre Avesnois Handball du 1er septembre 2023 (1re journée) au 17 février 2024 (15e journée).
- Plus grande série de matchs sans victoire : 12 matches pour le Toulouse Féminin HB du 9 septembre 2023 (2e journée) au 18 février 2024 (15e journée).

## Bilan de la saison
| Tableau d'honneur de la saison 2023-2024 |                                                                |
| Champion de France de D2                 | Sambre Avesnois Handball                                       |
| Promu en LBE                             | Sambre Avesnois Handball                                       |
| Rétrogradé de LBE                        | Nantes Handball Féminin                                        |
| Relégué en Nationale 1                   | Toulouse Féminin HB Noisy-le-Grand handball                    |
| Promu de Nationale 1                     | Palente Besançon HB Bergerac 2P HB Union du pays d'Aix Bouc HB |